# Bülbülyuvası
Bülbülyuvası són unes postres de la cuina turca fetes amb yufka (massa fina), xarop i festucs. Es poden considerar una varietat del baklava. En turc bülbül significa rossinyol, yuva significa niu d'ocell, i bülbül yuvası "niu de rossinyol". Aquest nom es refereix a la forma del dolç. Els nius de massa amb xarop s'omplen amb festucs.